# 東京ジョイポリス転落死亡事故
東京ジョイポリス転落死亡事故（とうきょうジョイポリスてんらくしぼうじこ）とは、2005年（平成17年）4月18日に東京・お台場にある東京ジョイポリスで、利用客がスカイダイビングのシミュレーション機「ビバ・スカイダイビング」から転落し死亡した事故。
搭乗する際、担当のアルバイトが責任者に相談した上で、シートベルト未着用を許可したことが主因とされる。

## 概要
「ビバ・スカイダイビング」は、遊園地のフリーフォールライドのようなシートに横一列に定員6人が着座し、前面の400インチスクリーンに映し出された3DCG映像と組み合わせてスカイダイビングを擬似的に体験する遊具であり、2000年12月1日のリニューアル時に設置された。高度960メートルからスカイダイビングする映像に合わせ、地面の送風機から強風が吹き上がるなか、7メートルの高さまで上昇したライドの座面が斜め前方60度に傾きながら緩やかに地面へ降下する所要時間3分半のアトラクションであった。
運用上の安全装備として、
- 肩から胸にかけて保持する安全バー（絶叫マシンのU字型ショルダーハーネスと同一）
- シートベルト（腰周りを保持）

が装備され、これを併用することが運用マニュアルで指示されていた。
搭乗した被害者は胴回りが肥満体型であったため腰周りのベルトの長さが足りず、搭乗する際にシートベルトを着用しなかった。そのため、機械の作動中にシートが前傾した際、体が下方にすり抜ける形で数メートル下のタイル張りの床へ転落した。
被害者以外にも肥満体型の乗客などシートベルトなしで利用させていた前歴があることが取材や後のヒアリング調査で判明した。それらの事例では、足元のステップに踏ん張ることで落下を免れていた。しかし、本件の被害者は足に障害があったため、ステップに踏ん張ることができず転落したとみられている。
ジョイポリスでは安全管理も含めた運営マニュアルが存在したが、「運用の実態に合わない」としてオープン後程なく現場社員レベルで安全軽視とも受け取られかねないローカルルールを決めて、本来のマニュアルを逸脱した運用が常態化していた事が事故後の調査およびマスコミ取材で明らかにされた。また、1996年（平成8年）7月12日にオープンしてから他の遊具でも利用客や従業員が手足を挟まれるなどの怪我を負う事故が50件以上発生していたことも判明した。
東京ジョイポリスは事故発生以降、自主休業していたが、2005年8月に該当機を撤去して営業再開した。

## 不適切なマニュアル改訂
事故発生後に第三者機関を交えて設置されたセガの事故対策委員会の調査の結果、直接の原因はアトラクションの運営マニュアルの改訂に際して管理部門や開発部門の関与を義務付けるようなルールが存在しなかったことにあると指摘した。
当該アトラクションの運用開始にあたり2000年に作成された運行マニュアルでは、肩からのハーネスとシートベルトの両方を装着することを“絶対運行条件”として、これを満たさない場合は運行しないものと規定しており、運行者もシートベルトが締まらない客の搭乗を全て断っていた。
しかし、その後、要望があればシートベルトが締まらなくても搭乗を許容するようになった。2003年に運用実態に合わせて運営マニュアルを改正し、シートベルトを締めることを原則としつつも例外を許すように規定した。このようなマニュアル変更に当たっては、本社の管理部門や開発部門の合意を要するというようなルールが存在せず、運用者の判断でマニュアルを改訂できるような枠組みになっていた。
調査結果を踏まえて、以下の安全対策を実施することとした：
- 各種運営マニュアルの作成・改訂、および承認に関する手順を規定し、マニュアル類は本社にて承認・一元管理されるべきことがルール化された。
- アトラクションの運営にあたる社員は所定の社内教育を修了することを義務付けたことに加え、アトラクションの単独運行を行うためにはアトラクションごとに定めたアトラクション運行承認テストに合格しなければならないよう規定した。
- 東京ジョイポリスのアトラクションのうち、事故発生機である「ビバ！スカイダイビング」のほか「アクアノーバ」「かごめ唄（前編・後編）」「ミステリーウォーク」を廃止。「ハーフパイプキャニオン」「スピードボーダー」は調査結果を受けて改修。
- そのほか、全従業員を対象として身体障害者への対応を改善するための社員研修を行う、など。